# Hotel

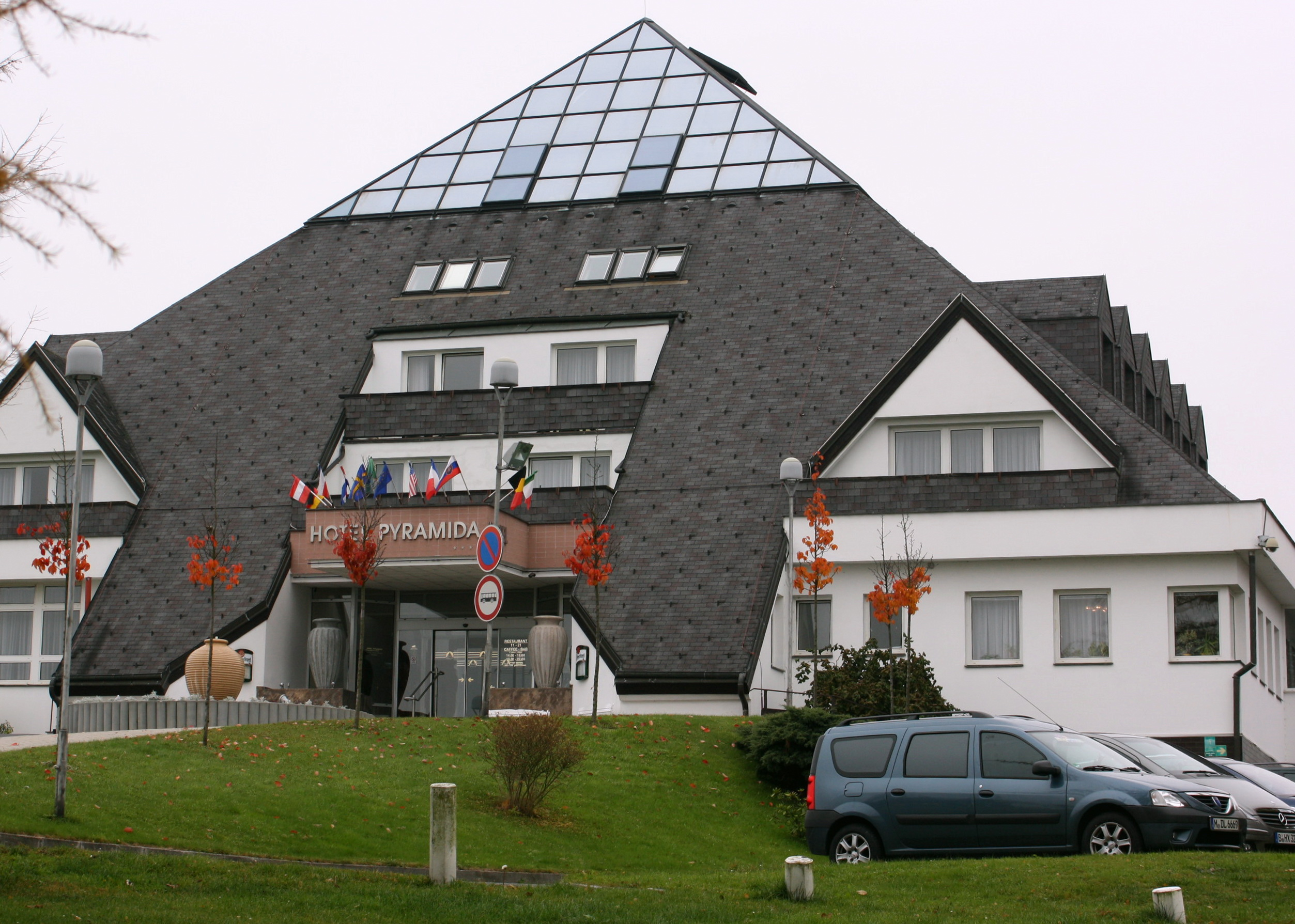
Hotel Pyramida ve Františkových Lázních

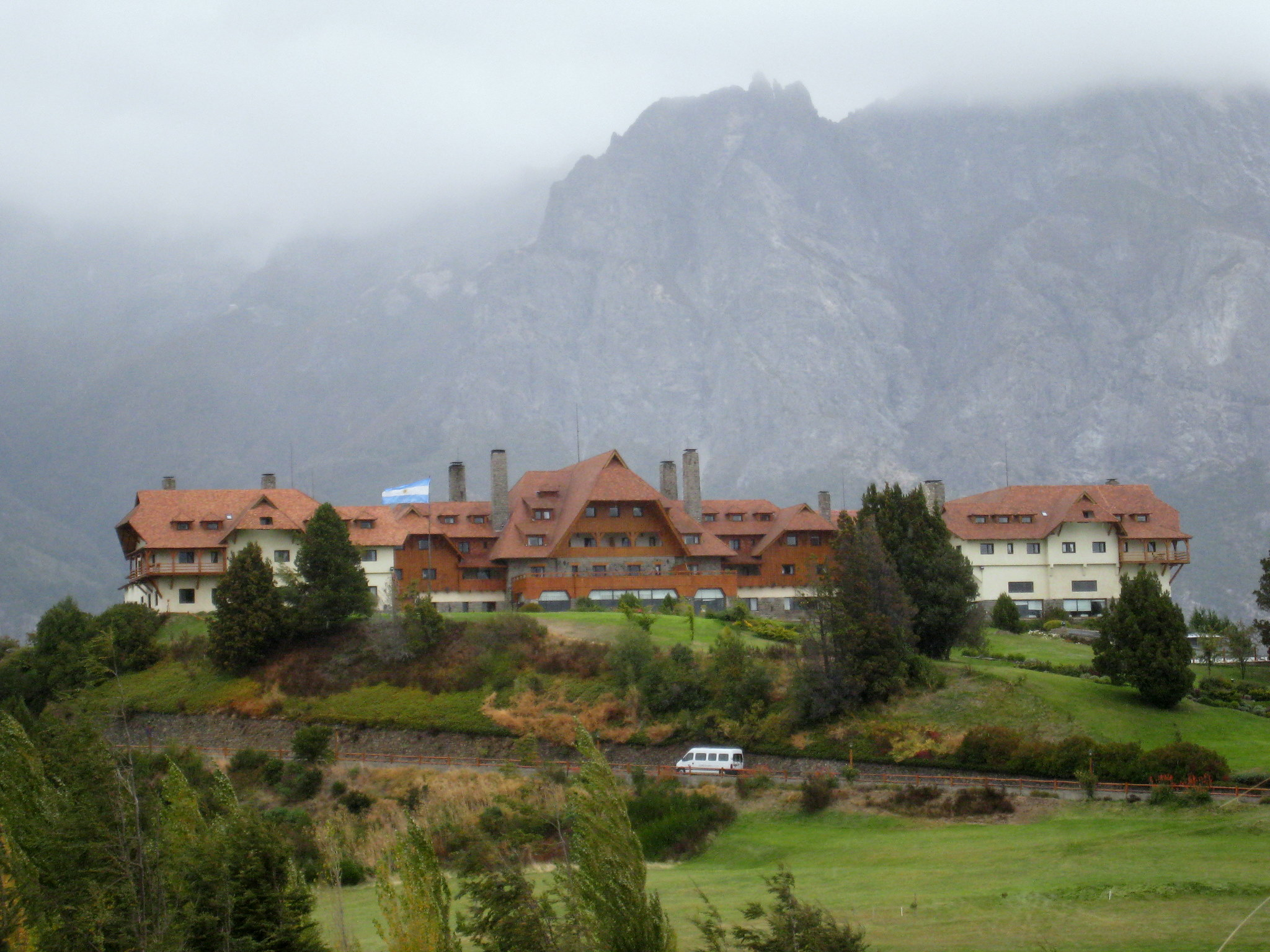
Hotel Llao Llao v Bariloche, (Argentina)

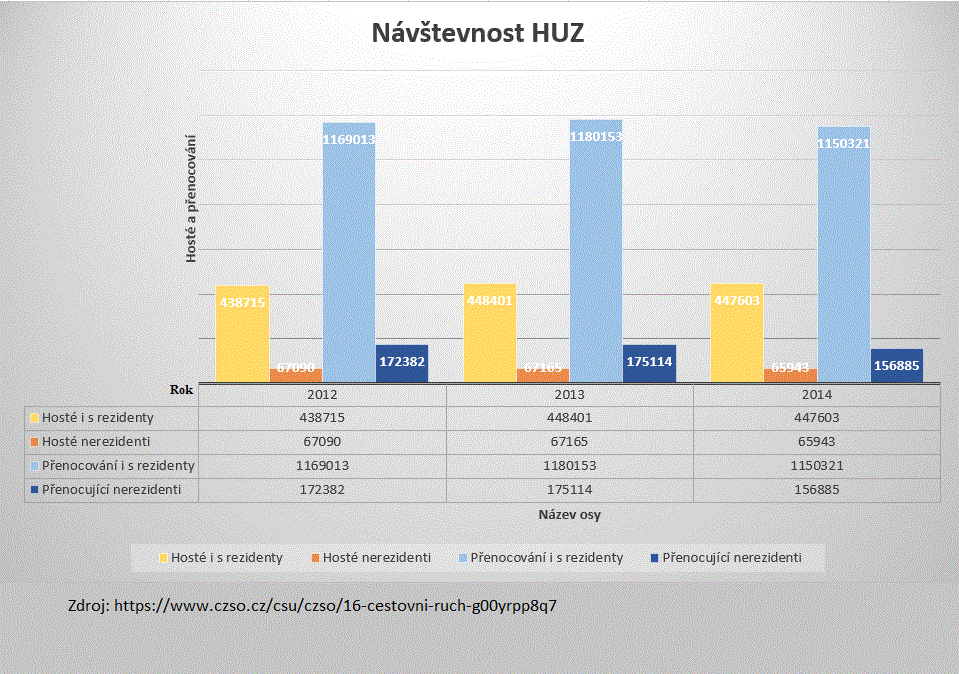
Návštěvnost hromadných ubytovacích zařízení se započítáním rezidentů i bez nich

Hotel je místo, kde se za úplatu poskytuje (zpravidla krátkodobé) ubytování, zvláště turistům. Obvykle jsou součástí hotelu také další související služby jako např. restaurace, některé hotely poskytují také sály a služby pro pořádání konferencí.

## Typy hotelů
Hotel je definován jako ubytovací zařízení s nejméně 10 pokoji pro hosty, naprostou většinou se sanitárním vybavením, poskytující přechodné ubytování včetně služeb s tím spojených (zejména stravovacích).
Podle kvality se hotely člení do pěti tříd (1*–5*), a to jak v Česku, tak v mnoha evropských zemích. Některé velmi luxusní pětihvězdičkové hotely používají označení de luxe. Označení hotel garni se vžilo pro hotely vybavené jen pro omezený rozsah stravování (nejméně se snídaněmi), které jsou členěny do čtyř tříd (1*–4*).
Hotely lze dělit podle různých hledisek, časté je dělení podle charakteru umístění na přímořské, horské, městské, lázeňské a rekreační, podle doplňkových služeb či zaměření na kongresové, wellness, lázeňské, sportovní, relaxační, rodinné; podle velikosti na malé (do 50 pokojů), střední (50–150), velké (150–400) a mega (>400 pokojů).

### Třídy hotelů
V České republice je podle kvality definováno pět tříd hotelů; každá třída je označena příslušným počtem hvězdiček (1* až 5*). Klasifikace v jiných zemích může být odlišná. V roce 2010 se nicméně hotelové asociace několika zemí Evropské unie (EU) spojily a založily Hotelstars Union, která sjednocuje systém tříd (hvězdiček). V roce 2017 platila tato jednotná klasifikace v Německu, Rakousko, Švédsku, Česku, Maďarsku, Švýcarsku, Nizozemsku, Lucembursku, na Litvě, v Lotyšsku, Estonsku, na Maltě, v Belgii, Dánsku, Řecku, Lichtenštejnsku a Slovinsku, přičemž další země jsou v jednání. Pokud chce být hotel podle této klasifikace certifikován, musí kontaktovat Asociaci hotelů a restaurací, která podle přesně daných pravidel rozhodne o zařazení. Klasifikační komise vydává certifikát v současné době na 5 let (do roku 2015 se vydávaly na 3 roky). V České republice však majitel hotelu nemusí o certifikaci žádat a může svůj hotel označit libovolným počtem hvězdiček podle svého uvážení. Je potřeba proto kontrolovat, zda je hotel označen oficiálním logem, které dokládá, že hotel prošel oficiální certifikací Hotelstars, případně je možné toto ověřit na oficiálním webu.

#### Katalog povinných a nepovinných znaků

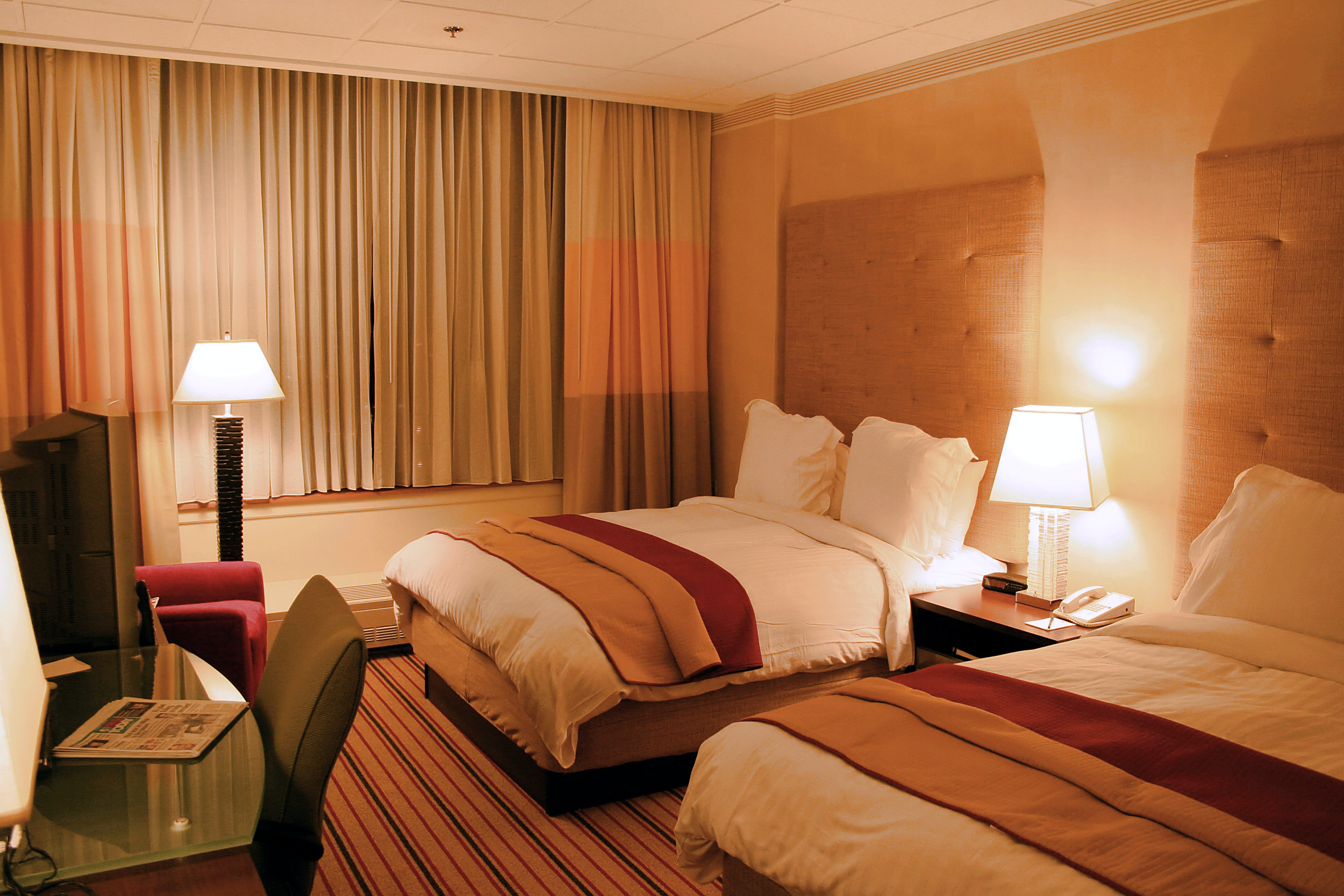
Hotelový pokoj v hotelu Renaissance v americkém Ohiu

Katalog slouží k určení počtu hvězdiček, k hodnocení hotelů je užito celkem 270 kritérií. Důležitá kritéria jsou velikost pokoje a jeho vybavení samostatným sanitárním zařízením (koupelna, WC). K získání určitého počtu hvězdiček musí hotel vyhovovat všem povinným požadavkům; pokud nad to vyhovuje i minimálnímu počtu nepovinných kritérií, získá k svému počtu hvězd i přídomek „Superior“.
- Třída Tourist * (1 hvězdička, 90–170 bodů)
- Třída Economy ** (2 hvězdičky, 170–260 bodů)
- Třída Standard *** (3 hvězdičky, 260–400 bodů)
- Třída First Class **** (4 hvězdičky, 400–600 bodů)
- Třída Luxury ***** (5 hvězdiček, 600–940 bodů)

V čtyřhvězdičkových hotelech jsou běžné kryté hotelové bazény a zařízení pro fitness. Pětihvězdičkový hotel musí splňovat všechna povinná kritéria pro čtyřhvězdičkové hotely a nadto ještě povinně tyto předpoklady: recepce hotelu je otevřena 24 hodin denně, osobní přivítání každého hosta květinami či dárkem na pokoji, pomoc se zavazadly, služby prádelny a žehlení s navrácením prádla během 9 hodin (u samostatného žehlení navrácení za jednu hodinu). Personál na recepci musí být více než dvojjazyčný a musí být schopen poskytovat nadstandardní služby, jako např. informovat o turisticky zajímavých místech nebo zajistit objednání dopravy (taxi, letenky atp.). Hotel též musí nabízet hotelovou limuzínu, a kromě toho zde musí existovat IT podpora a wi-fi pro hosty. V pokoji musí být možnost úplného zatemnění místnosti, musí v něm být mimo jiné i trezor, vysoušeč vlasů, župan, pantofle, lžíce na boty, šitíčko a časopisy, na vyžádání též stolička v koupelně a zařízení s přístupem na internet. Dále musí být v pokoji o jedno pohodlné čalouněné křeslo nebo pohovku více než v hotelu se čtyřmi hvězdičkami, a každý host musí mít k dispozici dva polštáře. Hotel musí mít hotelovou halu s místy k sezení a nápojovou obsluhou, minimálně jednu samostatnou restauraci a bar otevřené 7 dní v týdnu a prostřednictvím pokojové služby nabízet alespoň nějaká jídla a nápoje 24 hodin denně.

## Typy ubytování
- Apartmán – ubytování ve více místnostech, které jsou navíc vybaveny kuchyňským koutem[zdroj?] a mají možnost umístění přistýlky.
- Bungalov – samostatný stavební celek s podobným uspořádáním a vybavením, jako mívá apartmá/apartmán.
- Vodní vila – podobné apartmánu a bungalovu, liší se však umístěním – vždy jde o ubytování nad vodní hladinou v příbytku postaveném na kůlech.
- Family room – jde o větší dvoulůžkový pokoj, ve kterém se pohodlně ubytují dva dospělí a dvě děti.
- Studio – jedna místnost s kuchyňským koutem a pevnými lůžky.
- Mezonet – apartmán, ve kterém je ložnice umístěna v patře.
- Suite – nadstandardní hotelový pokoj se dvěma pokoji bez kuchyňky.

## Typy hotelových pokojů
Především v rámci zájezdů do zahraničí se při výběru lze setkat také s několika typy hotelových pokojů, které jsou uvedeny v popisu zájezdu. Nejčastěji se jedná o tyto konkrétní varianty:
- Standardní pokoj – klasická varianta pokoje, kterých má každý hotel většinu a ze kterých vycházejí konkrétní ceny.
- Pokoj s výhledem na moře/do ulice – určuje směr, jakým má hotelový pokoj umístěna hlavní okna či balkon.
- Promo pokoj – levnější varianta klasického pokoje, umístěná na méně prestižním místě v hotelu.
- Úsporný pokoj – podobný jako předchozí varianta, spojená i s rizikem staršího nebo nedokonale funkčního vybavení.
- Joker pokoj – o volbě pokoje rozhoduje až recepční na místě. Může se jednat o nejlepší i nejhorší variantu.